# La muerte de Cleopatra (Guercino)
La muerte de Cleopatra o Cleopatra moribunda es una pintura al óleo sobre lienzo (173×237 cm) de Guercino, fechado hacia 1648 y conservado en el Palacio Rosso parte de los Museos de Strada Nuova de Génova, Italia. 

## Historia
En documentos antiguos figura un pago de 125 ducados (equivalentes a 156 escudos) efectuado al pintor el 24 de marzo de 1648 por monseñor Carlo Emanuele Durazzo, de Génova, por la ejecución de un cuadro sobre este tema.Tras pasar primero por las colecciones de dos hermanos sobrinos del abad, un siglo más tarde el cuadro en cuestión estuvo en posesión de la familia Brignole, donde se registró en 1756 y 1766 en su residencia de la capital ligur, hasta que fue donado a la ciudad de Génova en 1889 por la última representante de la familia, Maria Brignole-Sale duquesa de Galliera, y expuesto entonces primero en el Palacio Bianco y luego en el Palacio Rosso. 
Otra obra de temática similar, pero probablemente de calidad inferior, también fue ejecutada por Guercino hacia 1650, ya que el 8 de marzo de ese año, un tal Girolamo Panesi, genovés afincado en Roma y autor del encargo, efectuó un pago al pintor de 110 ducatoni (equivalentes a 132 escudos).
Desde el principio, el encargo del lienzo genovés pareció gozar de gran prestigio, hasta el punto de que Guercino exigió por su realización unos honorarios medios superiores a los que percibía por sus obras que representaban figuras de tamaño natural. 
El lienzo se volvió a recubrir en 1822 y de esta intervención datan las dos juntas laterales insertadas para adaptar el cuadro a las dimensiones del cuadrado pintado en la pared sobre la que se colocó. La restauración de 1991 eliminó el barniz amarillento, devolviendo al cuadro su refinada gama cromática original.

## Descripción
El cuadro, aunque sencillo en la construcción de la escena y en el cromatismo (predominan dos colores, el blanco de la cama y el cuerpo de Cleopatra y el púrpura de la cortina y el cojín), aparece desde el principio como una pintura monumental y particularmente refinada, asumiendo el estatus de una de las obras más importantes del último periodo del pintor. 
Cleopatra es retratada sensualmente en posición reclinada, muriendo por la picadura de una serpiente áspid, de cuya herida brotan dos gotas de sangre (según la historia, de hecho la reina prefirió el suicidio a la derrota en la batalla).  Lo rodea un imponente cortinaje que le da teatralidad a toda la escena.{harvnp|P. Boccardo|1992}}